# Atelopus epikeisthos
Atelopus epikeisthos és una espècie d'amfibi pertanyent a la família dels bufònids descoberta el 1989 i de la qual no hi ha cap registre confirmat des del 2002.

## Descripció
Es pot diferenciar d'altres espècies similars per una combinació única de característiques morfològiques i patrons de color.

## Reproducció
Encara que la seua biologia reproductiva no es coneix, hom creu que el desenvolupament larval té lloc als rierols.

## Hàbitat i distribució geogràfica
Només se'n té constància a la localitat tipus, la qual es troba a 7 km a l'est de Chachapoyas (l'est de la serralada Central, la regió de l'Amazones, el nord del Perú). Es va descobrir en un petit romanent de bosc humit montà amb vegetació de falgueres arborescents al costat d'un rierol permanent d'un petit barranc situat a la vora de la carretera que mena de Chachapoyas a Molinopampa, el qual desemboca al riu Soche (afluent del riu Utcubamba, essent aquest darrer tributari del riu Marañón). Probablement, és una espècie ripària com moltes altres del mateix gènere en ambients similars.

## Principals amenaces
Vers l'any 2002, el bosc on va ser trobada es va gairebé aclarir per a destinar les terres al conreu del panís i pastures. A més, sembla segur que, a l'igual d'altres espècies d'Atelopus, és susceptible a la malaltia de la quitridiomicosi.